# Wilfrid Hyde-White
Wilfrid Hyde-White (12. května 1903 Bourton, Gloucestershire, Anglie – 6. května 1991 Los Angeles, Kalifornie) byl britský herec. Mezi jeho nejznámější filmové role patří postava plukovníka Hugha Pickeringa z filmového zpracování muzikálu My Fair Lady z roku 1964 režiséra George Cukora. Jeho syn Alex Hyde-White je také hercem.

## Filmografie, výběr
- 1948 Vášniví přátelé
- 1949 Conspirator
- 1949 Třetí muž
- 1951 Profesor odchází
- 1953 Miliónová bankovka
- 1954 Zrazení
- 1955 The Adventures of Quentin Durward
- 1958 Up the Creek
- 1959 Carry On Nurse
- 1960 Pojď, budeme se milovat
- 1960 Na každého jednou dojde
- 1961 Ada
- 1962 In Search of the Castaways
- 1964 My Fair Lady
- 1965 The Liquidator
- 1972 Columbo: S dýkou v mysli (TV seriál)
- 1976 Columbo: Poslední pocta komodorovi (TV seriál)
- 1979 Smrt podle poslední vůle
- 1981 Tarzan, syn divočiny
- 1982 Hračka